# Mohamed Brahmi
Mohamed Brahmi (Arabisch: محمد براهمي, Muḥammad Brāhimiyy) (Sidi Bouzid, 15 mei 1955 – Ariana, 25 juli 2013) was een Tunesisch politicus. Brahmi was de leider en grondlegger van de politieke partij Mouvement du peuple (Echaâb), die onder zijn leiding twee zetels won op de Tunesische grondwetgevende verkiezingen in 2011.
Brahmi studeerde in 1982 af aan de Universiteit van Tunis, waar hij de master boekhouding volgde. In navolging op zijn studie werkte hij voor twee jaar als professor op het gebied van economie en management op het technisch college van Menzel Bourguiba. Van 1985 tot 1993 werkte hij in de vastgoed, en later op het gebied van consultancy. In 2004 ging hij opnieuw in vastgoed. Na de Jasmijnrevolutie, die tot 2011 duurde, richtte hij de politieke partij Mouvement du peuple op en ging in de politiek.
Brahmi werd op 25 juli 2013 in Ariana neergeschoten voor de ogen van zijn vrouw en kinderen door twee mensen op een scooter, hij overleed later in het ziekenhuis van Ariana.